# Victoria Silvstedt
Karin Victoria Silvstedt (rođen 19. rujna 1974.), švedska manekenka, televizijska voditeljica, glumica i pjevačica.

## Životopis
Silvstedt je rođena u Skellefteå na sjeveru Švedske. Odrasla je u obitelji uz i stariju sestru po imenu Veronica, te mlađeg brata. Kao dijete je voljela konjički sport i sanjala o tome da će postati veterinarka.
S vremenom je postala član švedske skijaške reprezentacije i osvojila četvrto mjesto na švedskom juniorskom prvenstvu u alpskom skijanju. Međutim, ozljeda ramena ju je natjerala da prekine sportsku karijeru.

## Karijera

### Karijera kao manekenka
Silvstedt se natjecala za Miss Švedske u 1993. godine i pobijedila. Naredne godine je predstavljala svoju zemlju u natjecanju za Miss World, te ušla među finaliste. U 1994. godine je počela karijeru u visokoj modi u Parizu, radeći za razne tvrtke, uključujući Chanel, Christian Dior, Givenchy, Loris Azzaro, Valentino i Giorgio Armani.
U prosincu 1996. je bila odabrana da bude Playmate mjeseca u magazinu Playboy. Silvstedt je nastavila karijeru međunarodnog modela, te su se njene snimke pojavljivale u časopisima kao FHM, Glamour, GQ, Maxim i Vanity Fair, a reklamirala je i razne brendove.

### Karijera kao pjevačica
Godine 1999. je snimila album pod nazivom Girl on the Run, s hit singlovima "Rocksteady Love", "Hello Hey" i "Party Line". Silvstedt objavljen u 2010. godine svoju četvrtu singl pod nazivom "Saturday Night". Silvstedt je rekla kako voli pjevanje, ali je njoj to samo strast, te da ne misli da bi se njemu mogla u potpunosti posvetiti i od toga učiniti karijeru.

### Karijera kao glumica
Silvstedt je također radila kao glumica, i pojavila se u nekim televizijskim serijama kao što su Melrose Place u 1999. godine. Nastupila je u holivudskim Ludo krstarenje, The Independant, BASEketball i Out Cold gdje je tumačila lik švedske plavuše. Silvstedt je također glumila u filmovima i TV-serijama u raznim europskim zemljama, posebno u Italiji. Kao jedan od vodećih glumica, pojavila se u talijanskim filmovima, uključujući i onaj u kojem je glumila Kim Novak.

### Televizijska voditeljica
Silvstedt je vodila brojne televizijske emisije diljem svijeta od 1990-ih. Silvstedt od 2006. godine radi kao voditeljica TV-kviza Kolo sreće u Francuskoj i Italiji, pa živi između Pariza i Rima. Godine 2010., tijekom ZOI Vancouver 2010., postala je voditeljica vlastite TV-emisije Sport by Victoria na kanalu Eurosport, pri čemu je vodila emisiju na engleskom i francuskom jeziku.

### Reality televizija
Nastupila je u reality emisiji Victoria Silvstedt: My Perfect Life, koji je emitiran u Velikoj Britaniji, Latinskoj Americi, Australiji i SAD. Prva sezona obuhvaća njezin osobni život i rad život, a sljedeća nastupe u Monaku, Cannesu, Parizu, Rimu, Londonu, Helsinkiju, Stockholmu, Los Angelesu i New Yorku.

## Osobni život
Victoria Silvstedt tečno govori švedski, francuski, engleski i talijanski.

## Diskografija

### Albumi
- Girl on the Run (1999.)

### Singlovi
- Rocksteady Love (1999.)
- Hello, Hey (1999.)
- Party Line (1999.)
- Saturday Night (2010.)

## Filmografija
- BASEketball (1998.)
- Melrose Place (TV-serija) (1999.)
- The Independent (2000.)
- Ivans XTC (2000.)
- She Said I Love You (2001.)
- Cruel Game (2001.)
- Out Cold (2001.)
- Ludo krstarenje (2002.)
- Beach Movie (2003.)

## Vanjske poveznice
|  | Zajednički poslužitelj ima još gradiva o temi Victoria Silvstedt |

- Službene stranice  Arhivirana inačica izvorne stranice od 6. ožujka 2009. (Wayback Machine)
- Victoria Silvstedt u internetskoj bazi filmova IMDb-u (engl.)